# Linea ferroviaria Dōnan Isaribi

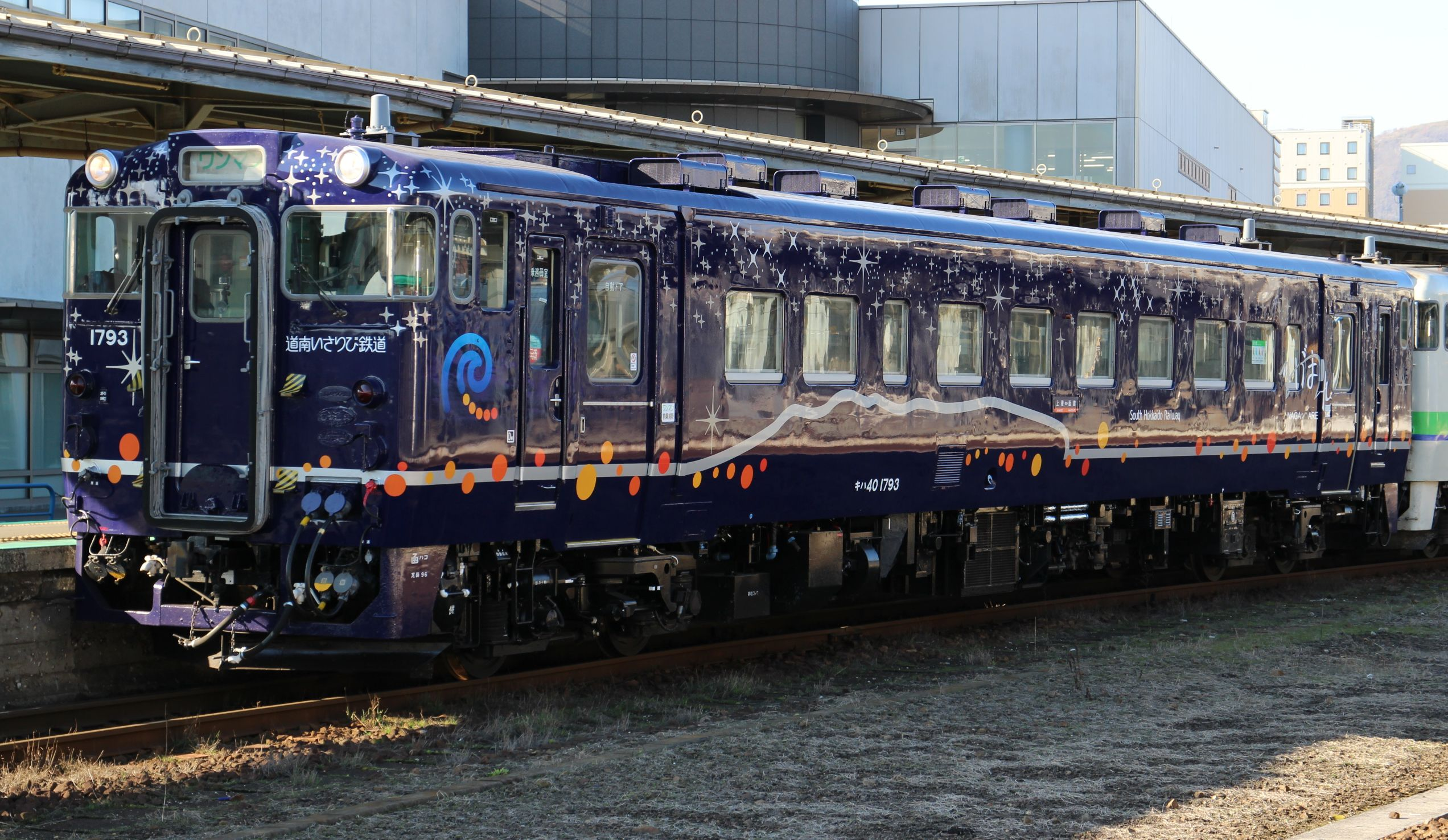
Un treno della linea

La linea ferroviaria Dōnan Isaribi (道南いさりび鉄道線?, Dōnan Isaribi tetsudō-sen) è una linea ferroviaria regionale nel sud della prefettura di Hokkaidō che dal 26 marzo 2016 opera su parte del percorso della linea Esashi, la quale ha quindi cessato di esistere.
La ferrovia collega principalmente le città di Hakodate e di Kikonai, parallela al tratto terminale dello Hokkaidō Shinkansen, la linea ad alta velocità che unisce Hakodate con l'isola dello Honshu. La società, che ha lo stesso nome della linea gestita, è posseduta per l'80% dal governo dell'Hokkaido, e per il 4,4% da Hakodate, per l'11,2% dalla città di Hokuto e per il 4,4% dalla città di Kikonai.

## Caratteristiche
La linea è elettrificata in corrente alternata a 20 kV, tuttavia solamente i treni merci sono affidati a locomotive elettriche, mentre il servizio passeggeri è svolto da unità diesel ereditate dalla JR Hokkaido, che svolgeva servizio analogo in precedenza (la società attuale al momento non dispone di locomotive elettriche o elettrotreni).

### Percorso
La linea inizia presso la stazione di Kikonai, come prosecuzione della linea merci Kaikyō, che proviene dalla galleria Seikan. Distaccandosi dalla linea dell'Hokkaido Shinkansen, che si addentra nelle montagne tramite diversi tunnel, prosegue quindi accerchiando il golfo di Hakodate, mantenendosi vicinissima alla sinuosa costa, con alcuni brevi tunnel, fino a raggiungere la stazione di Goryōkaku, dove ufficialmente termina. I treni, tuttavia, proseguono fino al capolinea di Hakodate, immettendosi sulla linea principale Hakodate.

Tutte le stazioni si trovano in Hokkaidō.

Binari: ∥: doppio, ∨: Termine doppio binario, ◇: Incrocio treni possibile |: Incrocio treni non ammesso
| N.   | Stazione          | Giapponese | Dist. interst. | Dist. totale | Interscambi                        | Binari | Posizione |
| ---- | ----------------- | ---------- | -------------- | ------------ | ---------------------------------- | ------ | --------- |
| H74  | Goryōkaku         | 五稜郭     | 3.4            | 0.0          | ■ Linea principale Hakodate        | ∨      | Hakodate  |
| sh11 | Nanaehama         | 七重浜     | 2.7            | 2.7          |                                    | ◇      | Hokuto    |
| sh10 | Higashi-Kunebetsu | 東久根別   | 2.6            | 5.3          |                                    | ｜     | Hokuto    |
| sh09 | Kunebetsu         | 久根別     | 1.2            | 6.5          |                                    | ◇      | Hokuto    |
| sh08 | Kiyokawaguchi     | 清川口     | 1.1            | 7.6          |                                    | ｜     | Hokuto    |
| sh07 | Kamiiso           | 上磯       | 1.2            | 8.8          |                                    | ◇      | Hokuto    |
| sh06 | Moheji            | 茂辺地     | 8.8            | 17.6         |                                    | ◇      | Hokuto    |
| sh05 | Oshima-Tōbetsu    | 渡島当別   | 5.0            | 22.6         |                                    | ◇      | Hokuto    |
| sh04 | Kamaya            | 釜谷       | 4.9            | 27.5         |                                    | ◇      | Kikonai   |
| sh03 | Izumisawa         | 泉沢       | 3.1            | 30.6         |                                    | ◇      | Kikonai   |
| sh02 | Satsukari         | 札苅       | 3.4            | 34.0         |                                    | ◇      | Kikonai   |
| sh01 | Kikonai           | 木古内     | 3.8            | 37.8         | ■ Linea Kaikyō Hokkaidō Shinkansen | ◇      | Kikonai   |

## Traffico
Non esiste alcun treno che si origini dalla stazione di Goryōkaku, mentre tutti partono dalla stazione di Hakodate. La frequenza è di circa un treno all'ora da Hakodate a Kamiiso, mentre fra Kamiiso e Kikonai sono presenti anche fasce di 3 ore senza alcun passaggio. Prima del passaggio alla società attuale, quando la linea era nota col nome di "linea Esashi", esistevano anche servizi passeggeri elettrici, colleganti Aomori con Hakodate in poco più di due ore. Tuttavia, con l'apertura dello Shinkansen, è quest'ultimo a svolgere, molto più celermente, il compito.